# Exochaenium gracile
Exochaenium gracile är en gentianaväxtart som beskrevs av Schinz. Exochaenium gracile ingår i släktet Exochaenium och familjen gentianaväxter. Inga underarter finns listade i Catalogue of Life.